# Аріадна (печера)
Аріадна (печера) (рос. Ариадна) — печера в Челябінській області Росії, на Південному Уралі. Печера вертикального типу простягання. Загальна протяжність — 131 м. Глибина печери становить 30 м. Категорія складності проходження ходів печери — 1.